# مقاطعة بورنيت (ويسكونسن)
مقاطعة بورنيت هي مقاطعة تقع بولاية ويسكونسن في الولايات المتحدة. وفقا لتعداد الولايات المتحدة لسنة 2010 فقد بلغ عدد سكانها آنذاك 15,457 نسمة. يتواجد مقر المقاطعة ببلدة مينون. تم إنشاء المقاطعة سنة 1856 ثم تم تأسيسها سنة 1865.